# Liquid Games
Liquid Games si è occupata principalmente della pubblicazione di titoli a basso costo per piattaforme come PlayStation 2, Game Boy Advance e PC. Tra i giochi distribuiti figurano Tringo, Trick Star, Sprint Car Challenge, The Great British Football Quiz e Powershot Pinball, spesso venduti nei grandi magazzini e a prezzo ridotto, rivolgendosi a un pubblico casual.
Il marchio si distingueva per l’offerta di giochi quiz, sportivi e arcade, pubblicati anche in raccolte economiche.

## Storia
Nel 2001 viene fondata Oxygen Interactive da Jim Scott veterano dell'industria videoludica britannica, con l'obiettivo di distribuire giochi accessibili per il mercato europeo, nel 2005 viene creata l'etichetta Liquid Games pensata come brand dedicato a titoli economici. 
La linea fu attiva principalmente tra il 2005 e il 2006, con numerose uscite mensili rivolte al mercato budget.
Liquid Games cessò di esistere quando Oxygen Interactive entrò in difficoltà finanziarie e chiuse ufficialmente i battenti nel 2009

## Giochi pubblicati
Durante la sua attività Liquid Games si è dedicata al publishing di diversi titoli per varie piattaforme
| Nome                            | Anno |
| ------------------------------- | ---- |
| The Ultimate Trivia Quiz        | 2006 |
| Tringo                          | 2006 |
| Powershot Pinball               | 2006 |
| Fruit Machine Mania             | 2006 |
| Quest for Sleeping Beauty       | 2006 |
| The Ultimate World Cup Quiz     | 2006 |
| GT Racers                       | 2006 |
| Trick Star                      | 2006 |
| Sprint Car Challenge            | 2005 |
| Family Board Games              | 2005 |
| The Ultimate Music Quiz         | 2005 |
| The Ultimate Sports Quiz        | 2005 |
| The Arcade                      | 2005 |
| Crazy Golf: World Tour          | 2005 |
| 10 Pin: Champions Alley         | 2005 |
| Poker Masters                   | 2005 |
| The Great British Football Quiz | 2005 |
| The Ultimate TV & Film Quiz     | 2005 |
| Maximum Racing: Rally Racer     | 2004 |